# Albert Grisar

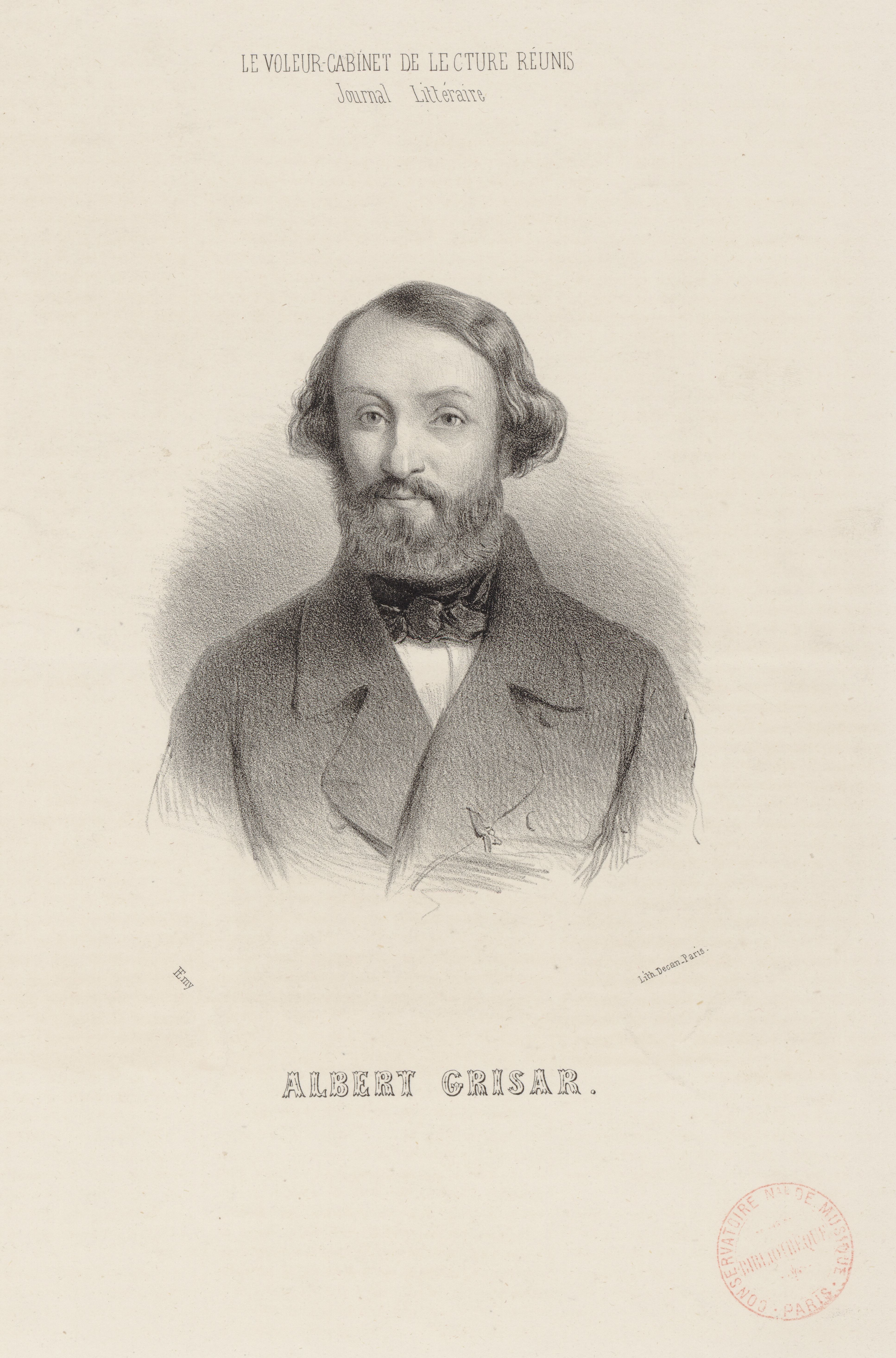
Albert Grisar (um 1850)

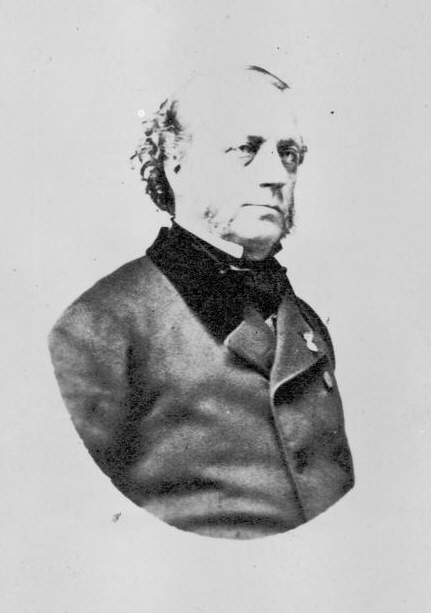
Albert Grisar (Photographie)

Albert Grisar (* 25. Dezember 1808 in Antwerpen; † 15. Juni 1869 in Asnières-sur-Seine, Frankreich) war ein belgischer Komponist.

## Leben und Werk
Grisar begann auf Wunsch seiner Familie zunächst eine Ausbildung zum Kaufmann in Liverpool. Von dort reiste er nach Paris, um bei Anton Reicha eine musikalische Ausbildung zu erhalten. Die Julirevolution von 1830 zwang ihn zu einer zwischenzeitlichen Rückkehr nach Belgien. Frühe Bekanntheit erlangte er ab 1832 durch seine Romanze La Folle, die durch Gesangssolisten wie Adolphe Nourrit und Maria Malibran europaweit populär wurde. Er bildete sich nach ersten Erfolgen seiner Werke auf den Bühnen von Brüssel (Le Mariage impossible 1833 mit Jean-Baptiste Chollet und Zoë Prévost) und Paris bei Saverio Mercadante in Neapel weiter. In Neapel untersuchte er außerdem im Auftrag der belgischen Regierung belgische Musik in italienischen Kirchenarchiven. Nach seinem Neapelaufenthalt ließ er sich, zunächst mit einem Regierungsstipendium versehen, in Paris nieder, wo er anschließend den größten Teil seines Lebens verbrachte.
Girsar wurde vor allem durch seine 19 ein- und mehraktigen komischen Opern bekannt, die Mitte des 19. Jahrhunderts an der Pariser Opéra-Comique mit Erfolg aufgeführt wurden. Teile dieser Werke entstanden in Zusammenarbeit mit Friedrich von Flotow oder François-Adrien Boieldieu. Seine Einakter Bonsoir, monsieur Pantalon (dt. Guten Abend, Herr Pantalon) und Le chien du jardinier (dt. Der Hund des Gärtners) wurden in ganz Europa nachgespielt. Auch die vieraktige Oper Les Amours du diable (1853, dt. Die Liebschaften des Teufels) war ein internationaler Erfolg. Neben seinen Bühnenwerken veröffentlichte er etwa 50 Lieder, die er als „Romanzen“ bezeichnete. Allerdings blieben mehrere seiner Opern bereits zu seinen Lebzeiten unaufgeführt, sein Schaffen geriet in Vergessenheit. Grisars Werke werden heute äußerst selten aufgeführt.

## Bühnenwerke

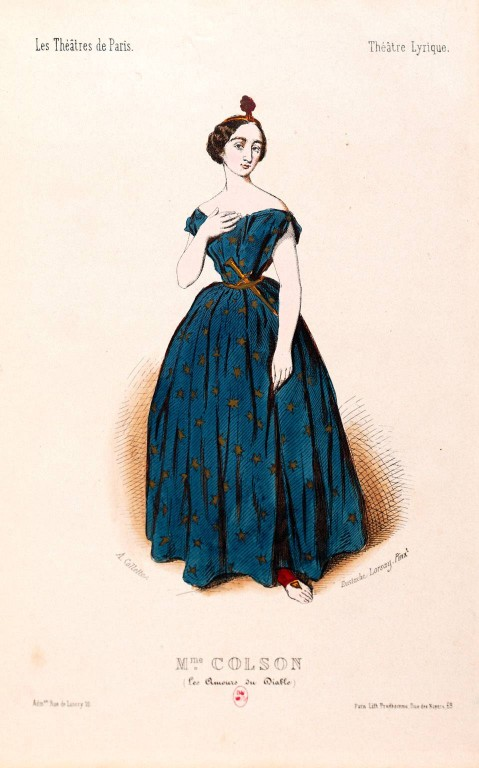
Die Sängerin Pauline Marchand (auch bekannt als „Mme. Colson“) in Grisars Les Amours du diable, 1853

- Le Mariage impossible, UA: Théâtre de la Monnaie, Brüssel 1833
- Sarah ou L'Orpheline de Glencoé, UA: Opéra-Comique, Paris 1836
- L'An mil, UA: Opéra-Comique, Paris 1837
- Lady Melvil / Le Joallier de Saint-James, UA: Théâtre de la Renaissance, Paris 1838
- La Suisse à Trianon, Paris 1838
- L'Eau merveilleuse, UA: Théâtre de la Renaissance, Paris 1839
- Les Travestissements, Paris 1839
- Gille ravisseur, UA: Opéra-Comique, Paris 1848
- Les Porcherons, UA: Opéra-Comique, Paris 1850
- Bonsoir, monsieur Pantalon, UA: Opéra-Comique, Paris 1851
- Le Carillonneur de Bruges, UA: Opéra-Comique, Paris 1852
- Les Amours du diable, UA: Théâtre-Lyrique, Paris 1853
- Le Chien du jardinier, UA: Opéra-Comique, Paris 1855
- Voyage autour de ma chambre, Paris 1859
- La Chatte merveilleuse, UA: Théâtre-Lyrique, Paris 1862
- Les Bégaiements d'amour, Paris 1864
- Les douze Innocentes, Paris 1865
- Le Procès, 1867